# Gephyroglanis
Gephyroglanis is een geslacht van straalvinnige vissen uit de familie van de stekelmeervallen (Claroteidae).

## Soorten
- Gephyroglanis congicus Boulenger, 1899
- Gephyroglanis gymnorhynchus Pappenheim, 1914
- Gephyroglanis habereri Steindachner, 1912